# Wapen van Heukelum

Het wapen van de voormalige gemeente Heukelum

Het wapen van Heukelum werd op 24 juli 1816 bij besluit van de Hoge Raad van Adel aan de gemeente Heukelum bevestigd. Op 1 januari 1986 ging de gemeente op in de nieuwe gemeente Vuren die een jaar later werd hernoemd tot Lingewaal. Hiermee verviel het wapen. In het wapen van Lingewaal zijn de symbolen van dit wapen overgenomen.

## Beschrijving
De beschrijving van het wapen luidt als volgt:
Van lazuur, beladen met een getorende poort van goud.
De heraldische kleuren zijn: azuur (blauw) en goud (geel). Het wapen is uitgevoerd in de rijkskleuren.

## Herkomst
Het wapen is in een ver verleden verleend door de heren van Heukelum. Het schild was toen van zilver, het kasteel, de torens en de poort waren in de natuurlijke kleur uitgevoerd en de grond was van sinopel.
Toen de gemeente van Heukelen het wapen in 1815 aanvroeg, gaf ze niet op in welke kleuren het was uitgevoerd. In 1816 werd het wapen daarom in de Nederlandse rijkskleuren toegekend.

## Verwant wapen

Wapen van Lingewaal